# Ayman Al-Shalabi
Ayman Mohamad Al-Shalabi (ur. 1 stycznia 1977) – syryjski zapaśnik walczący w stylu wolnym. Zajął jedenaste miejsce na mistrzostwach świata w 1998. Siódmy na igrzyskach azjatyckich w 1998. Złoty medalista igrzysk panarabskich w 1997 i wicemistrz igrzysk Azji zachodniej w 1997 roku.